# Elastikspring
Elastikspring (eng. Bungee Jump eller Bungy Jump) er en form for ekstremsport. Udøveren springer ud fra en bro eller en kran med en elastik bundet om benene eller om livet.
Elastikspring stammer oprindeligt fra de indfødte på Vanuatu. Det blev første gang kommercialiseret i 1980'erne af newzealænderen A.J. Hackett, som gjorde det berømt ved ulovligt at hoppe ud fra Eiffeltårnet i Paris. Det første sted i verden hvor elastikspring blev drevet kommercielt, var Kawarau Bridge over Kawarau River lige uden for Queenstown på New Zealands sydø. Elastikspring er siden blevet drevet kommercielt over hele verden.
Verden højeste bungy jump ligger i Sydafrika og er 216 meter, verdens 2. højeste bungy jump ligger i The Last Resort, Nepal og er 160 meter.
Verzasca-dæmningen i det sydlige Schweiz er et populært mål for bungy-jumpere. Dette tog sin begyndelse efter at en James Bond-stuntman sprang ud herfra i åbningsscenen i filmen GoldenEye fra 1995, et spring, der sidenhen er gået over i filmhistorien.
Fysisk kan elastikspring modelleres som et elastisk pendul.